# ژرژ ویوکس
ژرژ ویوکس (فرانسوی: Georges Vivex‎) ژیمناست هنری اهل بلژیک بود.
از افتخارات وی میتوان به کسب مدال نقره تیمی تمام اسباب در بازی‌های المپیک تابستانی ۱۹۲۰ اشاره کرد.